# Comuna Santiago
Comuna Santiago este o comună din provincia Santiago, regiunea Metropolitană Santiago, Chile, cu o populație de 200.792 locuitori (2012) și o suprafață de 22,4 km2.